# Sid Meier’s Civilization Revolution
Sid Meier’s Civilization Revolution (сокр. Civilization Revolution) — пошаговая стратегия Firaxis Games, специально разработанная для мобильных платформ и игровых консолей, входит в серию игр Civilization. Игра разработана для игровых систем седьмого поколения и портативных приставок. Планировалась версия для Wii, но позже из-за нехватки времени и человеческих ресурсов была заморожена. Отсутствие версии для PlayStation Portable разработчики также объясняют нехваткой людских ресурсов.
Мейер был переполнен энтузиазмом по поводу этой версии проекта, в официальном пресс-релизе и первом официальном ролике приводится цитата его слов: «Это игра, которую я всегда хотел создать».

## Возможности
- 16 мировых цивилизаций с соответствующими лидерами
- «Упрощённая» линейка развития для быстрой игры
- Полноценная поддержка сетевой игры, с рейтингами, автоматическим подбором оппонентов и досками почёта
- Поддержка голосовых и видеоконференций
- Загружаемое дополнительное содержание и «Достижения» для Xbox 360 версии.

### Сетевая игра
Civilization Revolution поддерживает различные режимы сетевой игры, включая рейтинговые игры на четверых игроков (дуэли все против всех на четверых, дуэли один на одного, а также командные дуэли двое против двоих), в игре также предусмотрена поддержка сетевой «доски почёта» и видеоконференции.

## Цивилизации
| Цивилизация    | Лидер                   | Изначальное преимущество                   | Уникальные юниты                                                 |
| -------------- | ----------------------- | ------------------------------------------ | ---------------------------------------------------------------- |
| Англия         | Елизавета I             | Монархия                                   | Стрелок с длинным луком, Avro Lancaster и Супермарин Спитфайр    |
| Япония         | Токугава Иэясу          | Церемониальное погребение                  | Самурай, асигару, Aichi D3A и Mitsubishi A6M Zero                |
| Ацтеки         | Монтесума II            | Золото                                     | Воин-ягуар                                                       |
| Китай          | Мао Цзэдун              | Письменность                               | Нет                                                              |
| Индия          | Мохандас Ганди          | Доступ ко всем ресурсам                    | Нет                                                              |
| Монголия       | Чингис-хан              | Улучшенная торговля от захваченных городов | Кэшик                                                            |
| Рим            | Юлий Цезарь             | Республика и Кодекс законов                | Катафрактарий                                                    |
| Древний Египет | Клеопатра               | Древнее чудо                               | Нет                                                              |
| Франция        | Наполеон I Бонапарт     | Собор                                      | Требушет и гаубица                                               |
| Аравия         | Салах ад-Дин            | Религия                                    | Нет                                                              |
| Греция         | Александр Македонский   | Зал суда                                   | Гоплит и Трирема                                                 |
| Испания        | Изабелла I Католическая | Навигация                                  | Конкистадор                                                      |
| Германия       | Отто фон Бисмарк        | Элитные юниты                              | «Панцер IV», 88-мм орудие, Heinkel He 111 и Messerschmitt Bf.109 |
| Зулусы         | Шака                    | Способность победить количеством           | Импи                                                             |
| Россия         | Екатерина II            | Местная карта                              | Казацкий всадник и Т-34                                          |
| Америка        | Авраам Линкольн         | Великая личность                           | «Шерман», Боинг B-17 «Летающая крепость» и P-51 «Mustang»        |

## Информация в прессе
- GameSpy (E3 2007)
- GameSpot (E3 2007)

## Критика
| Сводный рейтинг | Сводный рейтинг | Сводный рейтинг | Сводный рейтинг |
| Издание         | Оценка          | Оценка          | Оценка          |
| Издание         | DS              | PS3             | Xbox 360        |
| --------------- | --------------- | --------------- | --------------- |
| GameRankings    | 81,22 %         | 85,14 %         | 84,61 %         |

Игра получила премию BAFTA в области игр 2009 года в номинации Strategy.